# Boadilla del Camino
Boadilla del Camino és un municipi de la província de Palència a la comunitat autònoma de Castella i Lleó (Espanya). Està situada al Camí de Santiago, vora Frómista

## Demografia
| 1991 | 1996 | 2001 | 2004 |
| ---- | ---- | ---- | ---- |
| 217  | 214  | 175  | 166  |